# Motor Billancourt
"Motor Billancourt" también conocido como "motor B" o "Bloque B" (B para Billancourt) es un motor de automóvil de combustión interna de gasolina de cuatro tiempos, 4 cilindros en línea con camisas húmedas, bloque de hierro, refrigerado por agua, con 3 apoyos del cigüeñal, árbol de levas lateral (con balancines y varillas de empuje), controlados por cascada de piñones -cadena de distribución en las versiones más recientes-, con culata de aluminio 8 válvulas, desarrollado y producido por Renault. La versión "sport" era denominada motor Ventoux.

## Historia
Este motor diseñado por el ingeniero Fernand Picard fue producido desde 1947 hasta 1985, con diferentes cilindradas. Todos ellos tienen 80 mm de carrera, las diferencias radican en el diámetro del cilindro para las diferentes cilindradas. Fernand Picard regresó a Renault en 1935. En junio de 1940, llamado por Louis Renault, se convirtió en Director Técnico Adjunto en el servicio de motor de automóvil. Durante la Segunda Guerra Mundial, participó en el estudio de un coche pequeño: el 4CV futuro. Su motor está listo en 1942 y un año más tarde, hizo sus primeras vueltas.
Este motor se utilizó por primera vez en el 4CV y se abandonó con la llegada de los Super 5, terminó su carrera en el R4 y R5 bajos de gama. Sería reemplazado por el "motor Cléon-Fonte" de 956 cc en el R4 básico (R4 TL Savane).

## Los diferentes Cilindrada

### 760 cm³
Comercializado en 1947 con el Renault 4CV, la primera versión de "motor Billancourt" es una 760 cm³ 17 CV SAE. En 1950, una versión de 21 CV SAE está montado en Renault 4CV Grand Luxe produjo sólo en 1950.

### 747 cm³
En octubre de 1950, el 747 cm³ sustituye a los 760 cm³. El desplazamiento ligeramente inferior se obtiene reduciendo ligeramente el tamaño del orificio de 55 a 54,5 mm, mientras que la carrera se mantiene sin cambios. Este cambio fue decidido por la orden ejecutiva Renault para arrancar el motor en competiciones en los que es necesario permanecer por debajo de 750 cm³ de homologar el coche de su clase. Este nuevo motor ofrece seis niveles de potencia de 24 a 35 CV SAE, los 4 gravable HP.

### 782 cm³
En 1971, 782 cm³ aparece con el aumento del orificio que pasa 54,5 a 55,8 mm, siempre con sin cambios carrera 80 mm. Este motor se ofrece en dos variantes en desarrollo 27 y 36 CV. El menos potente fue montado bajo el capó del Renault 4L producido entre 1971 y 1980, mientras que la variante desarrollar 36 CV se montó en el Renault 5 producido entre 1972 y 1976.

### 845 cm³
La cilindrada más alta del motor aparece Billancourt en 1956 para poner en marcha el Renault Dauphine, uno de los modelos equipados con este motor; es de 845 cm³. Se dotará al Renault 4 desde 1964 y la base de Renault 6. El diámetro se aumenta a 58 mm. La potencia varía de 30 a 55 hp SAE.
La tercera versión desarrolla 38 CV de potencia máxima y 57 Nm de par motor a 2500 rev/min. Esto se hace posible gracias al mecanizado de la cabeza del cilindro, con nuevas válvulas y asientos de válvula, así como mejoras en la refrigeración del motor. Esto se monta en el Renault 5L 1977-1984.

### 603 cm³
Es el motor Billancourt más baratos de producir. El diámetro se reduce a 49 mm para un desplazamiento total de 603 cm³. La potencia máxima es de 23 CV SAE (20 CV DIN) a 4800 rev/min, mientras que el par máximo es de 42 Nm. Este motor fue montado en el Renault 3 (1961-1962), la versión ultra-espartano el Renault 4.

## Motor Ventoux
La versión "deporte" se llama motor Ventoux, nombre de la subida de la colina Mont Ventoux.

### 747 cm³ Ventoux
La variante deportiva del motor, que el equipo Alpine A106 y el Renault 4 CV R1063, ha experimentado cambios significativos que afectaron, entre otras, las bielas (ahora de tipo más potente y duraluminio), árbol de levas, válvulas (más grande) y el carburador Solex. Es significativo que se obtuvieron valores más altos que van desde 35 HP nominal CAS para Renault 4 CV estándar R1063 (hasta 40 CV SAE y más para las versiones utilizadas en la carrera) a 43 CV SAE para motores utilizados en el A106 (algunos se prepararon a 50 CV SAE). Para esta última aplicación, el doble de cuerpo Solex se prefirió a un carburador Weber de doble cuerpo.

### Ventoux Gordini
Las versiones más potentes serán desarrollados por Amédée Gordini del motor original. El mecanizado del asiento de válvula inclinado permite una gama más amplia pero dejando intacto el eje del árbol de levas, lo que mejora la refrigeración de la culata de cilindro y el motor tiene un nuevo Solex carburador de 32 mm . Esto, junto con el aumento de la relación de compresión, proporciona una potencia máxima de 37 CV SAE a 5000 rev / min, con un par máximo de 62,8 Nm a 3500 r / min. Este motor hizo su debut en el otoño de 1957 y en 1959 sufrió más cambios y su poder se incrementa a 40 CV SAE. El "Mago" y luego hizo un poco de preparación, por lo tanto surge la Dauphine Gordini (tipo R1091) en 1957.
Las fuentes de bloque aumenta a 37 hp SAE y la velocidad máxima a 126 km / h gracias a una nueva culata, lo que aumenta la relación de compresión y el uso de un carburador 32 mm, muelles  más duros y ampliada la entrada-salida de los conductos de las válvulas. Las primeras modificaciones Amedée Gordini (salida vertical en la culata), sin embargo, no permanecerán en el modelo de serie por razones de coste.
El motor va a ganar tres caballos en la Dauphine Gordini 1960. Los modelos incluidos en el catálogo de verano de 1957 a 1963 y volverá a aparecer en 1965.
En 1960 y 1965, las nuevas modificaciones mejoran la pareja. Aparece entonces una versión mucho más potente, logrado a través de un nuevo árbol de levas, nuevas válvulas, doble cuerpo Solex carburador de 32 mm, y el aumento de la relación de compresión de 9,2: 1 con la máxima potencia 55 CV SAE (49 CV DIN).

### Ventoux 1093
Renault utiliza Amédée Gordini para lograr una versión potenciada del Renault Dauphine La Dauphine 1093 (tipo R1093) es un deportivo derivado de Dauphine que aparece finales de 1961.
Las modificaciones se centran en el motor. Recibe pistones de cabeza abombada (la relación de compresión aumenta a 9.2), un carburador Solex 32 de doble cuerpo ACAP 3, un árbol de levas especiales, válvulas de doble resorte y los colectores de admisión Autobleu y de escape. Los engranajes de sincronización son reforzados y el embrague. Con una potencia de 55 CV SAE (49 CV DIN), el coche alcanza 140 km h.
La cuarta velocidad se cambia en relación a  la caja de la Dauphine Gordini. El sistema de frenado, que es el original, se mejora por la adición de aletas de refrigeración en la periferia de los tambores delanteros. La suspensión es la de Dauphine como "malos caminos" pero con muelles más cortos sin bajar la altura de la carrocería. 1093 Dauphine es el único que se han vendido en Francia con equipos de energía de 12 voltios como las versiones de exportación en lugar de los 6 voltios de origen.
Exteriormente, 1093 difiere de la Dauphine Gordini con sus proyectores de gran diámetro (180 mm) tomados de la versión de EE. UU., su cuerpo crema blanca "Rejane" decorado con dos franjas azules pega en el eje del vehículo y sus siglas en 1093 trasera derecha y en el guardabarros delantero derecho.
En el interior, un tacómetro adicional se integra a la izquierda del contador específico graduado hasta 180 km/h.
A pesar de su carácter deportivo de "serie" para el "hombre de la calle" el 1093 no pudo ser competitivo sin estar preparado. La preparación se limita a modificar y pulir la mecánica existente como las nuevas regulaciones deportivas en vigor en 1960 prohibidos todos los incrementos de desplazamiento y cambios de piezas. Ferry se hizo cargo de muchos de competencia Dauphine 1093 se convirtió en "1093 mejorardos".
Sólo 2.140 copias (más de 8 pre-serie) se fabrican en dos series. Los primeros 1 650 unidades para los fines de la inscripción en la carrera (1500 copias como mínimo) y un segundo de 490 unidades (frenos de disco gris y colores blancos "Valois") para satisfacer a los clientes.
EL 1093 es el más buscado de todos los Dauphine. Hoy se estima que más de  cien 1,093 sobrevivieron, la mitad de los cuales todavía están rodando.
En 1962, el Dauphine en 1093 se ilustra en el Rally Tour de Corse. Sin embargo, su tardía puesta en marcha y cambios demasiado modestos no han permitido una larga carrera deportiva. 1093 sigue siendo un coche entrañable que las transiciones entre 4CV  1063 y el R8 Gordini que revolucionará los deportes de motor " turismo de serie".

## Sucesión
En 1962, el motor Sierra posteriormente rebautizado "motor Cléon-Fonte" aparece en el Renault Floride S y el Renault 8. Innova por sus cinco cojinetes del cigüeñal. Este es un motor de desplazamiento medio cuyo propósito es equipar los vehículos con rangos más altos, no para reemplazar el motor Billancourt que permanece para los modelos de las gamas inferiores. A través de los años, los coches son cada vez más pesados y más potentes, lo que obligó Renault a abandonar motor Billancourt y de repente el motor Cléon-Fonte, que fue un desplazamiento medio del motor, serán considerados como motor de los coches pequeños en los años 1980, hasta la desaparición de motor Billancourt.
El motor Cléon-Fonte no es una evolución del motor Billancourt, sino un motor totalmente nuevo diseñado por el ingeniero René Vuaillat. En ese momento, todos los motores tienen  árbol de levas laterales con cadena  de distribución o de engranajes, lo que resulta en un lejano parecido entre los dos motores.

## Los modelos equipados con este motor
- Renault 4CV
- Renault Juvaquatre
- Renault Dauphine / Renault Ondine
- Renault Floride / Renault Caravelle
- Renault Estafette
- Renault 3
- Renault 4
- Renault 5
- Renault 6
- Alpine A106
- Alpine A108

## Diferentes cilindradas
| tipos de moto | 690     | 662-2 - 680 | 662-1   | 839     | B1B - 670 - 800 - Ventoux1093 |
| ------------- | ------- | ----------- | ------- | ------- | ----------------------------- |
| Cilindrada    | 603 cm³ | 747 cm³     | 760 cm³ | 782 cm³ | 845 cm³                       |
| Calibre(mm)   | 49      | 54,5        | 55      | 55,8    | 58                            |
| Pista (mm)    | 80      | 80          | 80      | 80      | 80                            |